# Cichlasoma beani
Cichlasoma beani är en fiskart som först beskrevs av Jordan, 1889.  Cichlasoma beani ingår i släktet Cichlasoma och familjen Cichlidae. Inga underarter finns listade i Catalogue of Life.